# Ciornobrîvkîne, Putîvl
Ciornobrîvkîne (în ucraineană Чорнобривкине) este localitatea de reședință a comunei Ciornobrîvkîne din raionul Putîvl, regiunea Sumî, Ucraina.

## Demografie
Componența lingvistică a localității Ciornobrîvkîne
     Ucraineană (70,4%)
     Rusă (29,31%)
     Alte limbi (0,29%)
Conform recensământului din 2001, majoritatea populației localității Ciornobrîvkîne era vorbitoare de ucraineană (70,4%), existând în minoritate și vorbitori de rusă (29,31%).